# Saint-Oradoux-près-Crocq
Saint-Oradoux-près-Crocq ist eine Gemeinde in Frankreich. Sie gehört zur Region Nouvelle-Aquitaine, zum Département Creuse, zum Arrondissement Aubusson und zum Kanton Auzances. Sie grenzt im Norden an Mautes und Saint-Bard, im Osten an La Villeneuve und Basville, im Süden an Crocq sowie im Westen an Saint-Pardoux-d’Arnet und La Villetelle.

## Bevölkerungsentwicklung
| Jahr      | 1962 | 1968 | 1975 | 1982 | 1990 | 1999 | 2012 |
| --------- | ---- | ---- | ---- | ---- | ---- | ---- | ---- |
| Einwohner | 206  | 190  | 175  | 153  | 134  | 124  | 116  |